# Irving Parkes
Robert Irving Parkes (* 8. Juli 1886 in Toronto, Ontario; † 23. April 1964 in Port Washington, New York) war ein kanadischer Leichtathlet.

## Karriere
Parkes startete für den Toronto West End YMCA. Er vertrat Kanada bei den Olympischen Spielen 1908 in London. Im 800-Meter-Lauf musste er in seinem Vorlauf unter anderem gegen den späteren Olympiasieger Mel Sheppard antreten und erreichte den dritten Platz. Dies war nicht ausreichend, um sich für die nächste Runde zu qualifizieren.
Des Weiteren war Parkes Teil der kanadischen olympischen Staffel (zusammen mit Frank Lukemann, Lou Sebert und Donald Buddo), die ebenfalls nicht über die Vorrunde hinauskam.
Seine persönliche Bestleistung über 800 Meter lag bei 1:57,1 Minuten und stammte aus dem Jahr 1908.
Im Jahre 2009 sandte ein Großneffe Parkes ein Mannschaftsfoto des kanadischen Stadium Teams der Spiele von 1908 an die University of Western Ontario mit der Bitte, Irving Parkes auf dem Bild zu identifizieren. Dies führte zu einer großangelegten Identifizierungsaktion, in deren Zuge binnen acht Monaten die Identität eines Großteils der auf dem Foto abgebildeten Personen festgestellt werden konnte.